# Sirte-Deklaration

Emblem der Afrikanischen Union, deren Gründung durch die Sirte-Deklaration beschlossen wurde

Die Sirte-Deklaration ist eine Deklaration, die im 9. September 1999 während der vierten Sondersitzung der Organisation für afrikanische Einheit beschlossen wurde und die Gründung der Afrikanischen Union vorsieht.

## Historischer Kontext
Bereits im Jahr 1963 wurde die Organisation für Afrikanische Einheit (OAU) mit vorerst 30 Mitgliedstaaten begründet. In den 1990er-Jahren wurden weitere Schritte zur Zusammenarbeit der afrikanischen Staaten insbesondere im Bereich der Wirtschaft ergriffen, darunter die Gründung der Afrikanischen Wirtschaftsgemeinschaft durch den Vertrag von Abuja 1991. 1999 kamen die Staatsoberhäupter der OAU auf Einladung des damaligen libyschen Präsidenten Muammar al-Gaddafi zu einer Sondersitzung in der libyschen Küstenstadt Sirte zusammen. 

## Inhalt
Die abschließende Deklaration der Sondersitzung umfasst acht Artikel. Darin bekennen sich die Mitgliedsstaaten vorerst zu dem Bestreben nach einer engeren Zusammenarbeit der Nationalstaaten Afrikas und würdigen die Entwicklung Afrikas in den vergangenen Jahren, insbesondere das Streben nach politischer Einheit, Unabhängigkeit, Menschenwürde und wirtschaftlicher Entwicklung. In den Artikeln 5 und 6 wird festgehalten, dass der Ausbau und die Weiterentwicklung der internationalen Zusammenarbeit in Afrika basierend auf der Organisation für Afrikanische Einheit und der Afrikanischen Wirtschaftsgemeinschaft unerlässlich sei, um Afrika für die Herausforderungen des 21. Jahrhunderts zu wappnen. Artikel 7 stellt eine explizite Würdigung des Engagements Gaddafis für die Einheit des afrikanischen Kontinents dar. Die konkreten Beschlüsse der Sitzung werden in Artikel 8 aufgelistet. Dazu zählen:
- die Gründung der Afrikanischen Union (AU)
- die zügige Umsetzung aller Inhalte des Abuja-Vertrages, darunter die Gründung der afrikanischen Zentralbank, des afrikanischen Gerichtshofs und des panafrikanischen Parlaments
- die Unterstützung regionaler Zusammenarbeit als Grundlage für eine verstärkte Zusammenarbeit auf afrikanischer Ebene[2]

## Umsetzung
Die Deklaration wurde am 9. September 1999 verabschiedet, am 11. Juli 2000 wurde während des 36. turnusmäßigen Treffens der OAU der Gründungsstatut der AU beschlossen. Im Juli 2001 wurden bei einem Gipfel in Lusaka die Grundsätze für den Übergang von der OAU zur AU beschlossen. Vom 9. bis zum 11. Juli 2002 tagte die Afrikanische Union erstmals im südafrikanischen Durban und nahm damit ihre Arbeit auf.